# Светец (озеро)
Светец — озеро в Петушинском районе Владимирской области.
Озеро расположено в 9 км к югу от деревни Крутово. Площадь поверхности — 1,4 км².

## Данные водного реестра
По данным государственного водного реестра России относится к Окскому бассейновому округу, водохозяйственный участок реки — Клязьма от города Орехово-Зуево до города Владимир, речной подбассейн реки — бассейны притоков Оки от Мокши до впадения в Волгу. Речной бассейн реки — Ока.
Код объекта в государственном водном реестре — 09010300711110000007104.